# Archi-Szopa
Archi-Szopa – polska antynagroda dla najgorszego nowego obiektu architektonicznego Krakowa, przyznawana corocznie przez specjalne jury oraz samych krakowian. Patronem konkursu jest „Gazeta Wyborcza”.
Pomysł powstał w 2001 roku. Wtedy też po raz pierwszy przyznano statuetkę Archi-Szopy.

## „Zwycięzcy”
| Edycja | Rok  | Zwycięzca                                            | Lokalizacja                        | Zdjęcie | Uzasadnienie jury |
| ------ | ---- | ---------------------------------------------------- | ---------------------------------- | ------- | --- |
| 1      | 2001 | pomnik Piotra Skargi                                 | plac św. Marii Magdaleny           |         | Niszczy przestrzeń architektoniczną i zasłania widok na ważne i piękne budynki. |
| 2      | 2002 | nadbudowa hotelu Monopol                             | ulica św. Gertrudy                 |         | „Forma architektoniczna, sprowadzająca się do nakrycia budynku kanciastym blokiem szkła” w bezpośrednim sąsiedztwie Starego Miasta.                                                |
| 3      | 2003 | hotel Wilga                                          | ulica Przedwiośnie                 | –       | – |
| 4      | 2004 | hotel Sheraton                                       | ulica Powiśle                      |         | Hotel nie liczy się z historycznym dziedzictwem Krakowa. |
| 5      | 2005 | tymczasowe słupy oświetleniowe na stadionie Cracovii | ulica Kałuży                       |         | Zaburzają perspektywę widokową, gdyż stanęły „dokładnie między Wawelem a Błoniami”.                                                                                                |
| 6      | 2006 | hotel Poleski                                        | ulica Sandomierska                 |         | Zakłóca harmonię otoczenia. |
| 7      | 2007 | Galeria Krakowska                                    | ulica Pawia                        |         | Nieciekawa architektonicznie, „zasysa życie do swego wnętrza”. |
| 8      | 2008 | Ołtarz Trzech Tysiącleci                             | Kościół na Skałce, ulica Skałeczna |         | „Arogancja” wobec dostojnego otoczenia. |
| 9      | 2009 | Opera Krakowska                                      | ulica Lubicz                       |         | Nowy budynek imitujący częściowo zabytek (dawną ujeżdżalnię koni). Ciasny i niefunkcjonalny. Nie posiada parkingu.                                                                 |
| 9      | 2009 | osiedle Zakrzówek                                    | Zakrzówek                          | –       | Budownictwo nieprzyjazne mieszkańcom ze względu na ciasnotę. Niska jakość wykonania, „zatuszowana” przesadnie jaskrawymi kolorami.                                                 |
| 10     | 2010 | fontanna "Kryształ"                                  | Rynek Główny                       |         | Zdominowała przestrzeń między Kościołem Mariackim, a Sukiennicami. Wykonana z materiałów niskiej jakości imitacja piramidy Luwru.                                                  |
| 11     | 2011 | Stadion Miejski im. Henryka Reymana                  | ulica Reymonta                     |         | Betonowy kolos, który zaburza pejzaż miasta i psuje klimat sąsiadującego z nim parku Jordana.                                                                                      |
| 12     | 2012 | osiedle Kuźnica Kołłątajowska                        | Górka Narodowa                     | –       | „Niesamowita plątanina bezhołowia urbanistycznego” i stracone szanse Krakowa na stworzenie spójnej tkanki miejskiej przy sprzyjającym ruchu inwestorskim i posiadanych funduszach. |
| 12     | 2012 | Ruczaj                                               | Dzielnica VIII Dębniki             | –       | „Niesamowita plątanina bezhołowia urbanistycznego” i stracone szanse Krakowa na stworzenie spójnej tkanki miejskiej przy sprzyjającym ruchu inwestorskim i posiadanych funduszach. |